# John Piper
John Piper (ur. 11 stycznia 1946) – amerykański kaznodzieja protestancki, autor chrześcijańskich książek, teolog reformowanych baptystów oraz pastor Kościoła Baptystycznego „Betlejem” w Minneapolis. Jest autorem licznych publikacji, w tym książek, które zostały nagrodzone Nagrodą Chrześcijańskiej Książki Ewangelikalnego Stowarzyszenia Wydawców Chrześcijańskich, m.in. Czego Jezus domaga się od świata?, Przebity przez świat, Boża Pasja ku Jego chwale, a także kilku bestsellerów, np. Nie zmarnuj swojego życia, Pasja Jezusa Chrystusa. Jedna z organizacji ewangelicznych (Pragnąc Boga) zawdzięcza swą nazwę książce pastora Pipera z 1986 r. pt. Pragnąc Boga: medytacje chrześcijańskiego hedonisty.

## Poglądy teologiczne

### Chrześcijański hedonizm
Pastor Piper określa siebie jako chrześcijańskiego hedonistę i naucza, iż „Bóg jest najbardziej uwielbiony w nas, kiedy my jesteśmy najbardziej zaspokojeni w Nim” oraz że największym pragnieniem Boga, „Jego chwałą”, a także najgłębszym i najsilniejszym pragnieniem człowieka jest radość w Bogu. Myśli te zaczerpnął od Jonathana Edwardsa, Blaise’a Pascala oraz C.S. Lewisa i oparł na wielu wersetach biblijnych, w myśl zasady sola scriptura, m.in. Ps. 16:11, 37:4, Flp. 3:1, 4:4.

### Baptyzm i ewangelikalizm
Teologia ewangelikalna i baptystyczna jest źródłem i podstawą przekonań pastora Pipera. Pastor uważa, iż każdy człowiek rodzi się grzesznikiem i potrzebuje pojednania z Bogiem. Ten, kto wyzna w modlitwie Jezusa Chrystusa swoim Panem i Zbawicielem, otrzymuje od Niego za darmo, „z łaski” życie wieczne. Jest on od tej chwili na wieki bezpieczny. Każdy nowo narodzony chrześcijanin powinien przyjąć chrzest w wieku świadomym przez zanurzenie w wodzie, „w imię Ojca i Syna i Ducha Świętego”.

### Kalwinizm
Pastor Piper jest reformowanym baptystą, a więc wyznaje tzw. doktryny łaski, będące podsumowaniem kalwińskiej soteriologii. Zgodnie z teologią kalwińską uznaje naukę o podwójnej predestynacji, łącznie z doktryną bezwarunkowego wybrania. Podpisuje się też pod poglądem Gottfrieda Leibniza, że Bóg zarządza wszechświatem w ten sposób, iż jest to „najlepszy z możliwych wszechświatów”.
Piper podkreśla, iż usprawiedliwienie grzesznika przez Boga przychodzi przez samą wiarę, bez względu na uczynki, podkreśla kalwińską doktrynę „zachowania świętych” w wierze i uświęceniu, ale także wytrwania w cierpieniach jako oznaki Bożego wybrania i Jego łaski. Raz uzyskanej łaski zbawienia nie można już nigdy utracić, dlatego też każdy człowiek, który wyznaje swą wiarę i teoretycznie wydając się należeć do zbawionych, a następnie porzuca ją, ostatecznie dowodzi faktu, iż nigdy nie był zbawiony, ani nie posiadał prawdziwej wiary.

### Eschatologia
Pastor Piper uważa, iż powtórne przyjście Chrystusa nastąpi po okresie wielkiego ucisku. Wówczas też nastąpi pochwycenie Kościoła do nieba. Uważa, iż zgodnie z 11 rozdziałem Listu do Rzymian, nastąpi zgromadzenie etnicznego Izraela w dniach ostatnich oraz jego zbawienie podczas powtórnego przyjścia, gdy zatwardziałość ich serc zostanie złamana przez Boga. Podkreśla ważność nadziei zmartwychwstania umarłych podczas Chrystusowego powrotu.

### Prawo i przymierze
Pastor Piper nie klasyfikuje dokładnie swoich poglądów na prawo i przymierze do żadnej z trzech kategorii poglądów protestanckich: dyspensacjonalizmu, teologii przymierza, ani teologii Nowego Przymierza.
Pastor Piper naucza, iż Bóg zawsze miał jeden lud Przymierza – w Starym Testamencie byli to wierzący Żydzi, zaś obecnie związek Przymierza trwa w Kościele, czyli mistycznym ciele Chrystusa, w skład którego wchodzą wszyscy nowo narodzeni chrześcijanie. Dlatego też Kościół jest prawowitym spadkobiercą wszystkich obietnic złożonych przez Boga Izraelowi, w tym też Królestwa i kraju. Żydzi, którzy odrzucają Chrystusa nie mają udziału w tych obietnicach. Klasyfikuje to ten pogląd w ramach tzw. „nauki/teologii zastąpienia”.

### Dary Ducha Świętego (charyzmaty)
Piper, pod względem stosunku do charyzmatów, jest kontynuacjonistą. Wierzy, iż nadnaturalne dary, takie jak prorokowanie, cuda, mówienie nieznanymi językami, czy uzdrowienia z chorób nie ustały w Kościele i są w nim nadal praktykowane, podobnie jak za czasów apostolskich, służąc w ewangelizowaniu i wzmacnianiu Kościoła. Uznaje istnienie współczesnego daru prorokowania, podkreślając jednocześnie, iż nic, poza Biblią, nie może być traktowane jako nieomylne i autorytatywne. Pastor Piper, jakkolwiek wierzy, iż charyzmaty nie ustały i są nadal aktualne, odrzuca pogląd ruchu neocharyzmatycznego jakoby urząd apostołów występował obecnie w Kościele.

### Poglądy na płeć
Pastor Piper jest komplementarystą, uznając, iż Bóg stworzył i przeznaczył kobietę i mężczyznę do spełniania odmiennych ról w małżeństwie.